# Casa del Contramestre de Fornells
La Casa del Contramestre de la localitat menorquina de Fornells és una antiga estació de salvament de nàufrags que actualment és la seu de l'estació nàutica i punt d'informació turística de Fornells.
Està situada al Carrer del Governador, molt prop de l'església parroquial de Sant Antoni Abat. És un edifici d'una sola planta en forma de creu grega i que va ser construït a principis del segle xx.

## Cartografia
Full n.º 618 de la sèrie MTN50 del Insititut Geogràfic Nacional.